# Tim Blake Nelson
Tim Blake Nelson, född 11 maj 1964 i Tulsa, Oklahoma, är en amerikansk regissör, sångare och skådespelare.

## Filmografi

### Som regissör
- 2001 – Den grå zonen
- 2009 – Leaves of Grass

### Som skådespelare
- 1998 – Den tunna röda linjen
- 2000 – O Brother, Where Art Thou?
- 2002 – Cherish
- 2002 – The Good Girl
- 2003 – The Wonderland murders
- 2004 – The Last Shot
- 2004 – Scooby Doo 2 – Monstren är lösa
- 2005 – The Darwin Awards
- 2005 – The Big White
- 2005 – Syriana
- 2006 – Fido
- 2006 – Southland Tales
- 2007 – The Astronaut Farmer
- 2008 – The Incredible Hulk
- 2011 – Flypaper 2011
- 2013 – Child of God
- 2014 – The Homesman
- 2015 – Fantastic Four
- 2017 – The Vanishing of Sidney Hall
- 2019 – Angel Has Fallen
- 2021 – Old Henry
- 2022 – Guillermo del Toros Pinocchio (röst)
- 2024 – Dune: Part Two
- 2025 – Captain America: Brave New World
- 2025 – The Testament of Ann Lee